# Back to Black: B-Sides
Back to Black: B-Sides – wydawnictwo będące uzupełnieniem albumu Back to Black brytyjskiej piosenkarki soulowej Amy Winehouse, wydane 15 stycznia 2008 roku przez wytwórnię płytową Island Records. Płyta została dołączona jako bonus disc do wersji deluxe edition albumu Back to Black. Wydawnictwo zawiera 8 kompozycji wokalistki.
Album uplasował się na 8. miejscu listy Billboardu US Catalog Albums oraz 101. pozycji zestawienia Billboard 200.

## Lista utworów
Opracowano na podstawie materiału źródłowego.
1. „Valerie” – 3:54
2. „Cupid” – 3:49
3. „Monkey Man” – 2:56
4. „Some Unholy War” – 3:16
5. „Hey Little Rich Girl” – 3:35
6. „You’re Wondering Now” – 2:33
7. „To Know Him Is to Love Him” – 2:24
8. „Love Is a Losing Game” – 3:44